# Mariano Arregui Canela
Mariano Arregui Canela (3 de setembre de 1937, Ricla - 18 d'agost de 2010, Tarragona) va ser un cantant de jota aragonesa.
Amb solament set anys va guanyar el seu primer premi de jota a La Almunia de Doña Godina, fet que va fer que decidira traslladar-se a Saragossa per rebre classes de Pascuala Perié. En 1948 va guanyar el primer premi de Radio Zaragoza.
Amb el canvi de veu va estar alguns anys sense molta activitat, però en tornar en 1960 va guanyar el primer premi del concurs que organitza l'Agrupación Artística Aragonesa en memòria de Pilar Gascón. Quatre anys després, en 1964, va ontenir el segon premi del certamen de jota de l'Ajuntament de Saragossa, i a l'any següent el primer premi. En 1969 es va proclamar per primera vegada campió d'Aragó de jota al Teatre Principal de Saragossa.
En 1975 va ontenir el primer premi en un concurs nacional de jota organitzat a la vila d'Épila, a més de guanyar per segona vegada el campionat d'Aragó. En 1976 va tornar a guanyar una altra vegada a Épila i per tercera vegada, a l'escenari del Teatre Principal, el campionat d'Aragó. En 1977, a més de tornar a guanyar a Épila, la Diputació Provincial de Saragossa li va concedir el prestigiós Premi Santa Isabel. En 1979 va guanyar el quart campionat d'Aragó i en 1980 va quedar segon en el concurs en homenatge a Demetrio Galán Bergua i va guanyar també aquell mateix any el quart concurs de misses aragoneses patrocinat pel Cabildo del Pilar de Saragossa i la Diputació General d'Aragó.
En 1981, en un homenatge al seu poble natal, Ricla, es va inaigurar una plaça amb el seu nom. En octubre de 1984 va guanyar el cinqué campionat d'Aragó de jota i es va convertir en el cantant que més vegades s'ha fet amb aquest premi.
Va morir el dia 18 d'agost de 2010 a l'Hospital Joan XXIII de Tarragona després de sofrir un vessi cerebral el dia 16 d'agost, mentre passava les vacances d'estiu amb la seua família a Salou.